# Bienenkorbhütte (Scalaval)

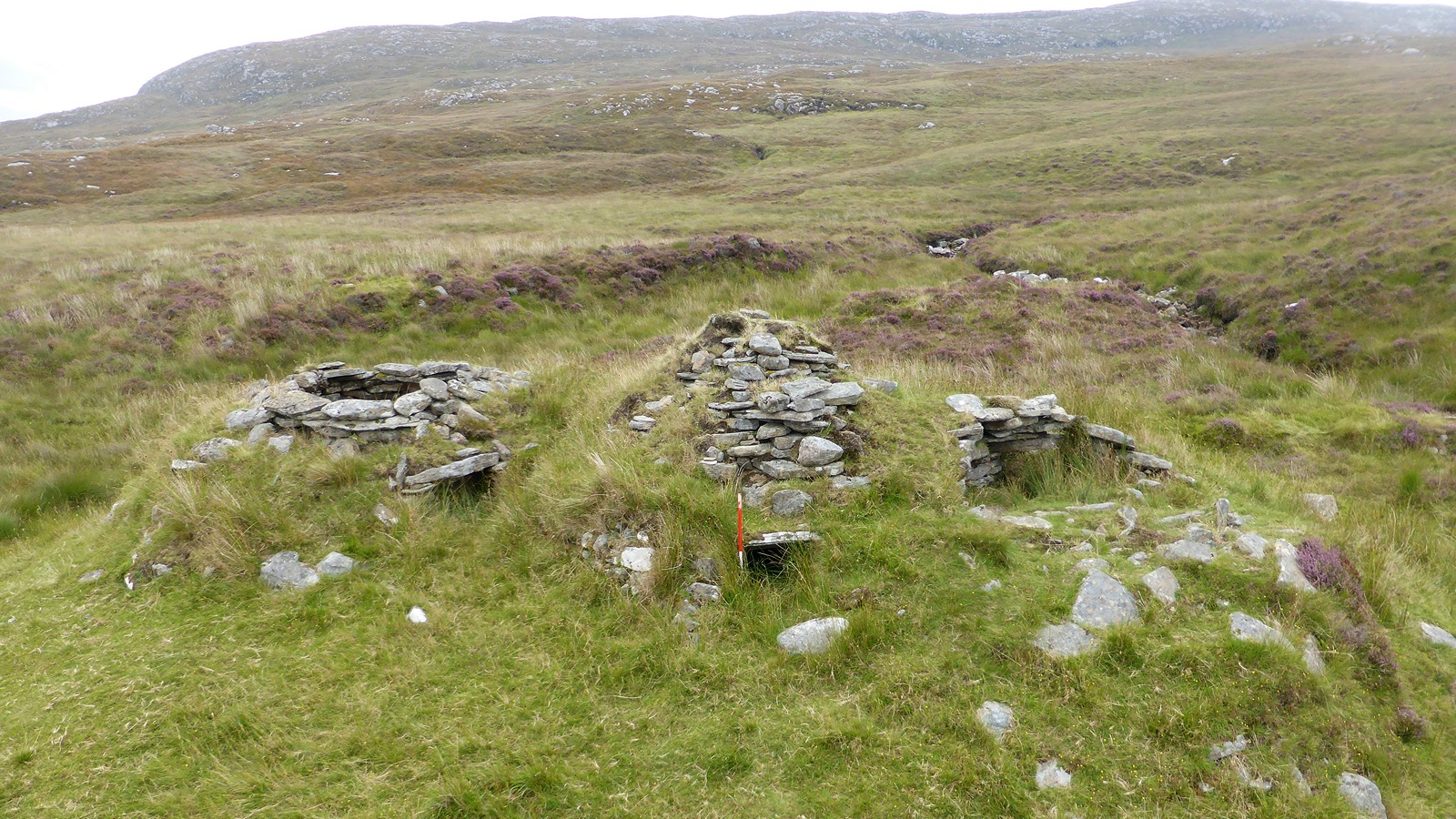
Blackhouse von Dun Carloway

Bei den Bienenkorbhütten am Scalaval handelt es sich um Bienenkorbhütten nahe dem Hügel Scalaval auf der schottischen Hebrideninsel Lewis. 1993 wurde das Bauwerk in die schottischen Denkmallisten in der Denkmalkategorie B aufgenommen.

## Beschreibung
Die Hütten befinden sich in einer unbesiedelten Region im Zentrum von Süd-Lewis. Sie liegen vor dem Westhang des 260 Meter hohen Scalaval am Bach Abhainn Beinn na Gile etwa 3,5 Kilometer westlich des Loch Langavat beziehungsweise nordöstlich des Loch Resort und vier Kilometer südlich des Kopfes von Little Loch Roag.
Es handelt sich um drei miteinander verbundene Bienenkorbhütten unbekannten Bauzeitraums, von denen 1989 nur eine intakt war. Vermutlich entstanden sie vor dem 19. Jahrhundert. Auf dem Regionalblatt der Karte der Ordnance Survey von 1854 sind sie verzeichnet. Sie dienten als Behausungen im Zusammenhang mit der saisonalen Fernweidewirtschaft zur Weidung des Viehs auf höhergelegenen Flächen. Die drei Hütten befinden sich auf einer moorigen Ebene. Wie üblich bei diesem Bautyp besteht ihr Mauerwerk aus weitgehend unbearbeitetem Feldstein, der zu einer kuppelförmigen Hütte aufgeschichtet und teilweise mit Erde bedeckt wurde. Die beiden Eingänge sind mit flachen Steinen als Stürzen ausgeführt. Die mittlere Hütte ist im Inneren mit der südlichen verbunden.
Die Grundmauern weiterer Gebäude in der Nähe stehen vermutlich nicht mit den Bienenkorbhütten in Verbindung. Eher handelte es sich um später entstandene hölzerne Jagdhütten, welche den Fußpfad zu den Bienenkorbhütten nutzten.